# Nurit
Nurit (hebr. נורית) – był moszawem położonym w Samorządzie Regionu Ha-Gilboa, w Dystrykcie Północnym, w Izraelu. Istniał w latach 1950–1959, a w latach 1962-1994 obóz szkoleniowy programu Gadna przygotowujący młodzież do służby wojskowej.

## Położenie
Obóz jest położony na wysokości 150 metrów n.p.m. w zachodniej części masywu Wzgórz Gilboa w Dolnej Galilei. Teren stromo opada w kierunku północnym do Doliny Charod. Po stronie wschodniej jest stromy wąwóz, którym spływa strumień Jehonatan. W kierunku południowo-zachodnim do Doliny Jezreel spływa strumień Nurit. W odległości 1,5 km na południe przebiega mur bezpieczeństwa oddzielający terytorium Izraela od Autonomii Palestyńskiej. W otoczeniu obozu znajduje się kibuce Jizre’el, En Charod Me’uchad i Chefci-Bah, moszawy Perazon i Awital, oraz wioski komunalne Gan Ner, Merkaz Ja’el i Gidona. Po stronie palestyńskiej jest wioska Arabbuna.

## Historia
Pierwotnie w tej okolicy znajdowała się arabska wioska Nuris. Została ona wysiedlona i zniszczona w dniu 28 maja 1948 roku podczas I wojny izraelsko-arabskiej. Wcześniej okoliczne tereny zostały wykupione od arabskich mieszkańców przez żydowskie organizacje syjonistyczne.
W 1950 roku w miejscu zniszczonej wioski utworzono rolniczy moszaw, w którym zamieszkali żydowscy imigranci z Jemenu. Wchodził on w skład Samorządu Regionu Ha-Gilboa. Ciężkie warunki życia i brak odpowiedniego przygotowania spowodowały, że moszaw znajdował się w bardzo trudnej sytuacji gospodarczej. W czerwcu 1958 roku posłużył do założenia sąsiedniej wioski komunalnej Gan Ner. Była ona położona niżej, na żyznych gruntach Doliny Jezreel. Rok później moszaw Nurit został porzucony przez swoich mieszkańców, którzy w 1960 roku zamieszkali w nowo założonym moszawie Ram-On. W opuszczonej osadzie Nurit pozostała tylko jedna kobieta, która mieszkała tam do 1970 roku.
W 1962 roku w miejscu tym utworzono obóz szkoleniowy programu Gadna, przygotowującego młodzież do służby wojskowej. W 1994 roku baza została opuszczona. Przy ogrodzeniu opuszczonej bazy pozostało jedno gospodarstwo z jedną rodziną osadników. W 2010 roku pojawił się projekt odbudowy osady, która miałaby mieć charakter wioski ekologicznej z jesziwą.

## Transport
Wzdłuż południowo-zachodniej granicy obozu przebiega droga nr 667, którą jadąc na południowy wschód dojeżdża się do kibucu Ma’ale Gilboa i skrzyżowania z drogą nr 6666 zjeżdżającą do Doliny Bet Sze’an, lub jadąc na północny zachód dojeżdża się do skrzyżowania z drogą nr 675. Jadąc nią na zachód dojeżdża się do kibucu Jizreel, a jadąc na północny wschód dojeżdża się do skrzyżowania z drogą nr 71 i moszawu Kefar Jechezkel.